# Dynamická rovnováha

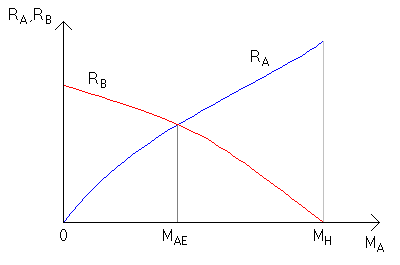
Dynamická rovnováha

Dynamická rovnováha je specifický druh rovnováhy vyskytující se v chemii a ve fyzice, přeneseně také v ekonomii. 
V chemii pojem dynamická rovnováha označuje stav, kdy dochází k vratné reakci. Látky průběžně přecházejí mezi reaktanty a produkty a to stejnou rychlostí, tudíž nedochází k žádné výsledné změně. Produkty se rozkládají na reaktanty a produkty vznikají z reaktantů takovou rychlostí, že se koncentrace žádného z nich nemění. Jedná se o příklad systému v ustáleném stavu.
Ve fyzice, konkrétně v termodynamice, je uzavřený systém v termodynamické rovnováze, pokud reakce probíhají takovou rychlostí, že se složení směsi s časem nemění. Reakce ve skutečnosti probíhají, někdy i bouřlivě, ale v takové míře, že změny složení nelze pozorovat.